# Weltraumorganisation
Als Weltraumorganisation werden Behörden, Einrichtungen und Zusammenschlüsse von Behörden, Personen, Unternehmen und Einrichtungen bezeichnet, die sich mit der Erforschung und/oder Nutzbarmachung des Weltraums für zivile oder militärische Zwecke befassen.

## Nationale Weltraumorganisationen
Viele Staaten unterhalten nationale Weltraumorganisationen zur Erforschung und Nutzung des Weltraums. Diese sind mitunter für die militärische und zivile Nutzung des Weltraums, manchmal nur für die zivile oder nur militärische Nutzung zuständig. Stellenweise sind die betreffenden Organisationen nur für Raumfahrt und Nutzung des Weltraums zuständig, bisweilen zusätzlich auch für die wissenschaftliche Entwicklung der Luftfahrt.
Die bekannteste nationale Weltraumorganisation ist die am 29. Juli 1958 gegründete National Aeronautics and Space Administration (NASA), die zivile US-Bundesbehörde für Luft- und Raumfahrt, der es als erster und bisher einziger Organisation gelang, Menschen auf den Mond zu schicken.

### Liste nationaler Weltraumorganisationen
(Auswahl; unvollständig)
| Abkürz.    | Name                                            | Land                         |
| ---------- | ----------------------------------------------- | ---------------------------- |
| ABAE       | Agencia Bolivariana para Actividades Espaciales | Venezuela                    |
| ABE        | Agencia Boliviana Espacial                      | Bolivien                     |
| AEE        | Agencia Espacial Española                       | Spanien                      |
| AEXA       | Agencia Espacial Mexicana                       | Mexiko                       |
| ANGKASA    | Agensi Angkasa Negara                           | Malaysia                     |
| ASI        | Agenzia Spaziale Italiana                       | Italien                      |
| ASA        | Australian Space Agency                         | Australien                   |
| ASA/ALR    | Agentur für Luft- und Raumfahrt                 | Österreich                   |
| ASAL       | Agence Spatiale Algérienne                      | Algerien                     |
| ASR        | Agenţia Spaţială Română                         | Rumänien                     |
| Azercosmos | Azərbaycan Respublikasının Kosmik Agentliyi     | Aserbaidschan                |
| CSA        | Canadian Space Agency                           | Kanada                       |
| CNES       | Centre national d’études spatiales              | Frankreich                   |
| CMSA       | Büro für bemannte Raumfahrt                     | Volksrepublik China          |
| CNSA       | Nationale Raumfahrtbehörde Chinas               | Volksrepublik China          |
| CONAE      | Comisión Nacional de Actividades Espaciales     | Argentinien                  |
| DKAU       | Staatliche Weltraumagentur der Ukraine          | Ukraine                      |
| DLR        | Deutsches Zentrum für Luft- und Raumfahrt       | Deutschland                  |
| EgSA       | Ägyptische Raumfahrtbehörde                     | Ägypten                      |
| ISRO       | Indian Space Research Organisation              | Indien                       |
| INPE       | Instituto Nacional de Pesquisas Espaciais       | Brasilien                    |
| ISA        | Iranische Weltraumagentur                       | Iran                         |
| ISA        | Israel Space Agency                             | Israel                       |
| JAXA       | Japan Aerospace Exploration Agency              | Japan                        |
| KARI       | Korea Aerospace Research Institute              | Südkorea                     |
| KazCosmos  | KazCosmos                                       | Kasachstan                   |
| LAPAN      | Lembaga Penerbangan Dan Antariksa Nasional      | Indonesien                   |
| LKA        | Litauische Weltraumorganisation                 | Litauen                      |
| LSA        | Luxembourg Space Agency                         | Luxemburg                    |
| NASA       | National Aeronautics and Space Administration   | Vereinigte Staaten           |
| NADA       | National Aerospace Development Administration   | Nordkorea                    |
| NSC        | Norsk Romsenter                                 | Norwegen                     |
| NSO        | Netherlands Space Office                        | Niederlande                  |
| NSPO       | National Space Organization                     | Taiwan                       |
| NASRDA     | National Space Research and Development Agency  | Nigeria                      |
| NZSA       | New Zealand Space Agency                        | Neuseeland                   |
| PAK        | Polnische Weltraumagentur                       | Polen                        |
| PSA        | Agência Espacial Portuguesa                     | Portugal                     |
| Roskosmos  | Roskosmos                                       | Russland                     |
| SANSA      | South African National Space Agency             | Südafrika                    |
| SNSA       | Swedish National Space Agency                   | Schweden                     |
| SUPARCO    | Space and Upper Atmosphere Research Commission  | Pakistan                     |
| TASA       | Taiwan Space Agency                             | Taiwan                       |
| TUA        | Türkiye Uzay Ajansı                             | Türkei                       |
| UAESA      | Raumfahrtbehörde der Emirate                    | Vereinigte Arabische Emirate |
| UKSA       | UK Space Agency                                 | Vereinigtes Königreich       |

## Zusammenschlüsse von mehreren Staaten bzw. Organisationen aus verschiedenen Ländern

### Europäische Weltraumorganisation
Neben nationalen Weltraumorganisationen gibt es auch Zusammenschlüsse von mehreren Staaten wie die Europäische Weltraumorganisation (engl. European Space Agency, kurz ESA). Diese wurde am 30. Mai 1975 zur besseren Koordinierung der europäischen Raumfahrtaktivitäten gegründet, da der technologische Rückstand in der Raumfahrt gegenüber der UdSSR und den USA auf Grund der immensen Anstrengungen beider Länder immer größer wurde. Sie hat 22 Mitgliedstaaten. Die ESA ist die Nachfolgeorganisation der europäischen ELDO, ESRO und der Europäischen Fernmeldesatelliten-Konferenz (CETS). Wie diese ist sie gemäß Artikel II ihres Statuts auf „ausschließlich friedliche Zwecke“ der Raumfahrt beschränkt.

### Europäische Union
Die Agentur der Europäischen Union für das Weltraumprogramm (als Abkürzung EUSPA genannt) ist eine Agentur der Europäischen Union und eine Weltraumorganisation, die für das Weltraumprogramm der Europäischen Union verantwortlich ist.
Das Weltraumprogramm der Europäischen Union (englisch European Union Space Programme) ist ein Förderprogramm der Europäischen Union (EU) erstellt in Zusammenarbeit mit der Europäischen Weltraumorganisation (ESA), um die Europäische Raumfahrtpolitik zu implementieren. Es wird von der Agentur der Europäischen Union für das Weltraumprogramm verwaltet.

### Mehrere Staaten
Neben Zusammenschlüssen von nationalen Organisationen gibt es auch Zusammenschlüsse zu Einzelzwecken, z. B. zur Entwicklung und dem Betrieb von Raketen, Raumstationen, Satelliten und Satellitennetzen.

#### Entwicklung und gegebenenfalls gemeinsamer Betrieb von Systemen
1. Ein Beispiel für einen mehrstaatlichen Zusammenschluss zur Entwicklung und gegebenenfalls zum gemeinsamen Betrieb von Systemen ist die European Organisation for the Exploitation of Meteorological Satellites, (deutsch: „Europäische Organisation für die Nutzung meteorologischer Satelliten“) EUMETSAT in Darmstadt, die die Meteosat- und MetOp-Wettersatelliten betreibt.
2. Ein weiteres Beispiel ist die Disaster Monitoring Constellation (DMC), ein Verbund von Erdbeobachtungssatelliten zum Zwecke der Katastrophenhilfe, der von der DMC International Imaging betrieben wird. Teilnehmer sind die Staaten:
  - Algerien mit Alsat-1, Typ DMC, 32m MS, 2002
  - China mit Beijing-1, Typ DMC+4, 32m MS / 4m Pan, 2005
  - Nigeria, Nigeriasat-1, Typ DMC, 32m MS, 2003
  - Großbritannien mit UK-DMC, Typ DMC, 32m MS, 2003
  - Türkei mit Bilsat-1, Mission Completed 2006
  - Spanien mit Deimos-1, Typ GMC, 22m MS, 2008
  - Großbritannien mit UK-DMC2, Typ DMC, 22m MS, 2008

#### Standardisierung und Informationsaustausch
Ein Beispiel für einen Zusammenschluss zum Zwecke der Standardisierung und des Informationsaustausches ist das Consultative Committee for Space Data Systems (CCSDS) mit Sitz in Washington, D.C. Die Aufgabe des CCSDS ist die Ausarbeitung gemeinsamer Methoden des Datenverkehrs mit Raumfahrzeugen, vornehmlich von Forschungssonden.

### Weltweite Zusammenschlüsse
Beispiel für eine internationale Weltraumorganisation, die prinzipiell allen Weltraumorganisationen offensteht, ist die Internationale Charta für Weltraum und Naturkatastrophen, die im Fall von Katastrophen rasch geeignete Satellitenbilder samt Vergleichsbildern zum Zwecke der optimalen Planung und Durchführung der Katastrophenhilfe zur Verfügung stellt.
Das Inter-Agency Space Debris Coordination Committee ist ein Forum von Raumfahrtagenturen zur Untersuchung, zur Vermeidung und zur Verminderung von Weltraummüll.

### Liste internationaler Weltraumorganisationen
- Afrikanische Weltraumorganisation
- Asia-Pacific Space Cooperation Organization
- Ausschuss für die friedliche Nutzung des Weltraums, (Committee on the Peaceful Uses of Outer Space, COPUOS), UNO
- Committee on Space Research, COSPAR
- Consultative Committee for Space Data Systems
- Disaster Monitoring Constellation
- European Cooperation for Space Standardization
- Europäische Organisation für die Nutzung meteorologischer Satelliten
- Europäische Weltraumorganisation
- Europäischer Weltraumrat
- International Academy of Astronautics
- International Astronautical Federation
- Internationale Charta für Weltraum und Naturkatastrophen
- Interkosmos
- Intersputnik (früher staatlich, heute privatisierter Betrieb von Nachrichtensatelliten)

## Private Weltraumorganisationen
- Private Weltraumorganisationen entstanden zunächst aus Gruppen von Wissenschaftlern, Ingenieuren und Raumfahrtenthusiasten, die den Gedanken der Raumfahrt propagierten und/oder sich zum Austausch von Ideen, Konzepten und zur Entwicklung der Technik zusammenschlossen.
- Auch heute noch gibt es neben den Regierungsorganisationen mit Weltraumbezug Nichtregierungsorganisationen, von Wissenschaftlern oder Forschungseinrichtungen und teilweise Raumfahrtbegeisterten, die sich zur Verwirklichung wissenschaftlicher Zwecke zusammenschließen.
- Heute, wo über Satelliten Telefonverkehr, Datenverkehr und Fernsehbilder zu Marktpreisen im Wert von Milliarden Euro übertragen werden, gibt es auch große kommerzielle Anbieter, die wiederum zum Teil in Verbänden oder Konsortien verbunden sind. Etablierte Märkte sind vor allem Nachrichtenverkehr über Satelliten, Erdbeobachtungs- und Navigationssatelliten. Große Anbieter sind u. a.:
  - SES Astra
  - Intelsat
  - Intersputnik
- In neuerer Zeit gibt es erneut private Vereinigungen, die weitergehende Nutzungen des Weltraums wie Weltraumtourismus oder die Besiedlung des Weltalls und damit, wie die ersten Vereinigungen dieser Art, zukünftige Nutzungen des Weltalls propagieren.

### Liste privater Weltraumorganisationen
historisch:
- Verein für Raumschiffahrt
- Hermann-Oberth-Gesellschaft

bestehend:
- American Institute of Aeronautics and Astronautics
- Deutsche Gesellschaft für Luft- und Raumfahrt Lilienthal-Oberth
- Space Generation Advisory Council
- Österreichisches Weltraum Forum
- The Planetary Society
- B612 Foundation

weitreichende zukunftsbezogene Ziele:
- Mars One
- Mars Society
- New Spirit of St. Louis Organization
- Space Frontier Foundation
- Ansari X-Prize Foundation